# أغسطس باربر
أغسطس باربر (بالإنجليزية: Augustus Barber)‏ هو شخصية أعمال أمريكي، ولد في 21 فبراير 1927 في بورتلاند في الولايات المتحدة، وتوفي في 21 نوفمبر 2008.